# 반포 래미안 퍼스티지
반포 래미안 퍼스티지(영어: Banpo Raemian Firstige)는 대한민국 서울특별시 서초구 반포동에 위치한 대규모 고급 아파트 단지이다.
이곳은 반포주공 2단지를 재건축해 지은곳이다. 2009년에 완공하였다. 28개동, 2444세대 아파트와 상업시설이 설치되어 있다.